# Real Time AudioSuite
Real-Time AudioSuite (RTAS) (дословно — звуковой набор реального времени) — новое поколение плагинов AudioSuite, формат аудиоплагинов, разработанный компанией Digidesign для программы Pro Tools.
RTAS-плагины используют вычислительные мощности компьютера, а не DSP-карт, используемых в системах Pro Tools HD. Как и TDM, плагины RTAS поддерживают полную автоматизацию. Они доступны на платформах Digi ToolBox и Digi 001 (любая система с Pro Tools LE) для Mac и Windows.
Формат модулей RTAS был специально создан для Pro Tools LE. RTAS-модули в TDM-системе за счет буферизации работают с нулевой задержкой — задержка перемещается на старт. В комплект поставки входят эквалайзеры, задержки, компрессоры от Digidesign, а также модули третьих фирм.

## Конкурирующие технологии
- Audio Units от Apple Computer
- LADSPA, DSSI и LV2 для Linux
- DirectX от Microsoft
- Virtual Studio Technology от Steinberg